# Оповідь про Урал
Оповідь про Урал (рос. Сказ об Урале) — скульптурна композиція на Привокзальній площі в місті Челябінськ (Росія), символ Уралу.

## Автори
- Автор та скульптор: Віталій Семенович Зайков
- Архітектор: Євген Вікторович Александров.

## Композиція
Ідея створення монумента «Оповідь про Урал» виникла у Віталія Зайкова ще тоді, коли він жив у Петербурзі, завдяки оповідям П. П. Бажова. Урал привабив художника не лише як рідна домівка, але і як край, з яким у нього був пов'язаний один із найсерйозніших творчих задумів. Думка про «Оповідь» постійно переслідувала художника. Пошук образу і робота над ним зайняли довгих шість років.
Художник об'їздив весь Урал, обходив його безкраї простори в пошуках свого «скарбу». Віталій Зайков зрозумів, що головна ідея повинна полягати не лише в природній екзотиці, але й у значущості Уралу для країни, у силі духу та працьовитості уральців.
В «Оповіді про Урал» багато взято з поетичних казок Бажова та з билинного фольклору: велетень, що носить величезний пояс із глибокими кишенями, де він приховує всі свої скарби. Саме слово «Урал» перекладається з башкирської як пояс. І, попри билинно-епічне тлумачення образу, чітко видно, що скульптор показує Урал не минулого, а сучасного, Урал індустріальний. Цей алегоричний образ уральського богатиря символізує могутність трудового Уралу, який Олександр Твардовський називає: «Урал — опорний край держави, її добувач і коваль» (напис присутній на фасаді постаменту).
Загальна висота монумента 12 метрів. Рік створення 1967. Відкрито 6 листопада 1967 року.
Скульптурна композиція «Оповідь про Урал» була вперше представлена в Москві на республіканській художній виставці «Радянська Росія» і пізніше показана на Всесоюзній ювілейній художній виставці.
У 2007 році за настоянням відомого архітектора Росії Євгена Александрова (1917—2007) була проведена реконструкція постаменту біля монумента.

## Пам'ять
16 жовтня 2023 року центральний банк Росії анонсував банкноту номіналом 5000 рублів, на реверсі якої було зображено пам'ятник «Оповідь про Урал».